# Fotbal Club Sheriff Tiraspol 2012-2013
Questa voce raccoglie le informazioni riguardanti il Fotbal Club Sheriff Tiraspol nelle competizioni ufficiali della stagione 2012-2013.

## Organigramma societario
Dal sito internet ufficiale della società:
| Allenatore:              | Vitali Rashkevich |
| Vice allenatore:         | Milan Milanović   |
| Allenatore dei portieri: | Uladzimir Selkin  |
| Team Manager:            | Oleg Turcanu      |
| Medico sociale:          | Vladimir Vremes   |

## Rosa
| N. |                           | Ruolo | Calciatore           |
| -- | ------------------------- | ----- | -------------------- |
| 1  | Moldavia (bandiera)       | P     | Alexandr Zveaghintev |
| 7  | Moldavia (bandiera)       | C     | Alexandru Onica      |
| 8  | Moldavia (bandiera)       | C     | Serghei Gheorghiev   |
| 9  | Bolivia (bandiera)        | A     | Darwin Ríos          |
| 10 | Serbia (bandiera)         | A     | Aleksandar Pešić     |
| 11 | Moldavia (bandiera)       | C     | Aleksandr Dedov      |
| 12 | Moldavia (bandiera)       | P     | Dmitri Stajila       |
| 13 | Serbia (bandiera)         | C     | Saša Marjanović      |
| 14 | Burkina Faso (bandiera)   | A     | Benjamin Balima      |
| 15 | Costa d'Avorio (bandiera) | D     | Marcel Metoua        |
| 16 | Bolivia (bandiera)        | D     | Leonel Morales       |
| 17 | Burkina Faso (bandiera)   | C     | Florent Rouamba      |
| 21 | Slovenia (bandiera)       | D     | Tadej Apatič         |
| 23 | Polonia (bandiera)        | D     | Krzysztof Król       |

| N. |                       | Ruolo | Calciatore         |
| -- | --------------------- | ----- | ------------------ |
| 25 | Bulgaria (bandiera)   | P     | Vladislav Stojanov |
| 26 | Slovenia (bandiera)   | D     | Miral Samardžič    |
| 28 | Moldavia (bandiera)   | C     | Vadim Rață         |
| 33 | Russia (bandiera)     | C     | Nail' Zamaliev     |
| 77 | Moldavia (bandiera)   | C     | Anatol Cheptine    |
| 88 | Serbia (bandiera)     | C     | Marko Stanojević   |
| 89 | Moldavia (bandiera)   | C     | Aleksandr Pascenco |
| 90 | Brasile (bandiera)    | D     | Henrique Luvannor  |
| 99 | Panama (bandiera)     | A     | Boris Alfaro       |
|    | Moldavia (bandiera)   | C     | Stanislav Ivanov   |
|    | Serbia (bandiera)     | C     | Nikola Krčmarević  |
|    | Portogallo (bandiera) | C     | José Coelho        |
|    | Moldavia (bandiera)   | C     | Vadim Costandachi  |
|    | Spagna (bandiera)     | D     | Melli              |